# Halichoeres discolor
Espèce
Statut de conservation UICN

 VU D2 : Vulnérable
Halichoeres discolor est une espèce de poissons osseux de la famille des Labridae endémique du Costa Rica.

## Répartition et habitat
Halichoeres discolor n'est connu que de l'île Cocos au Costa Rica où il se rencontre dans les récifs à une profondeur comprise entre 4 et 30 m.

## Description
Cette espèce peut mesurer jusqu'à 15 cm de longueur totale mais sa taille habituelle est d'environ 10 cm.

## Étymologie
Son nom spécifique, du latin discolor, « coloration variée », fait référence aux motifs marbrés que présente la livrée des juvéniles, contrairement aux motifs rayés des adultes.

## Publication originale
- (es) William A. Bussing, « A new tropical eastern Pacific labrid fish, Halichoeres discolor endemic to Isla del Coco, Costa Rica », Revista de Biología Tropical, Costa Rica, vol. 31, no 1,‎ 1983, p. 19-23 (ISSN 0034-7744).